# Bach-Jahrbuch

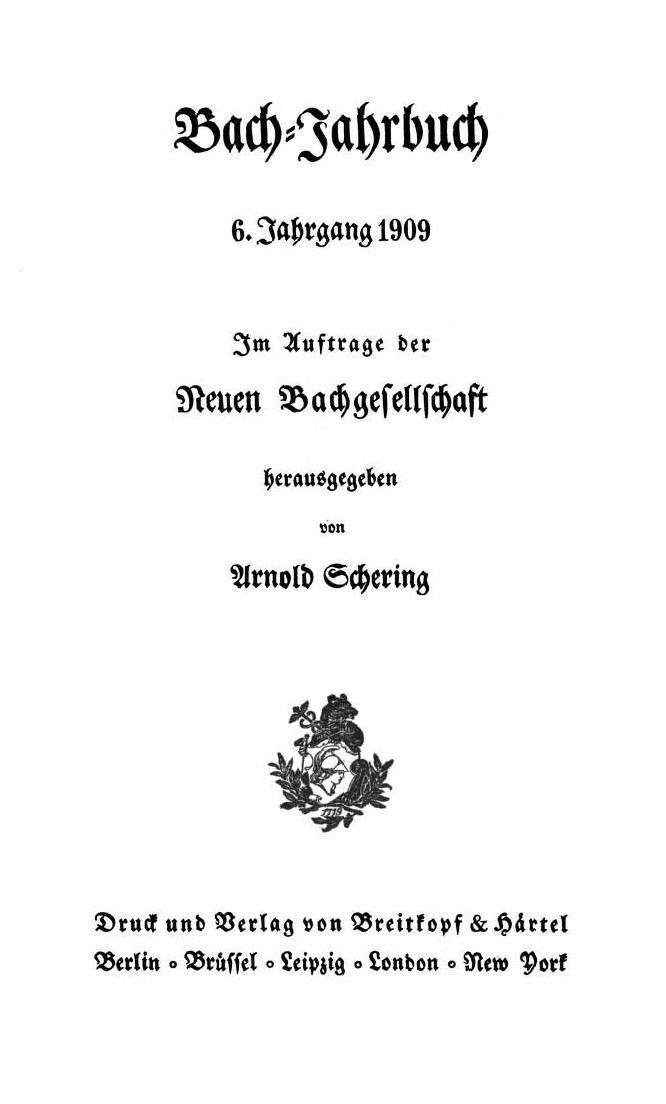

Das Bach-Jahrbuch ist ein seit 1904 erscheinendes Periodikum im Auftrag der Neuen Bachgesellschaft in Leipzig. Es ist das weltweit angesehenste Publikumsorgan der internationalen Bach-Forschung.
Das Bach-Jahrbuch gibt sowohl durch Beiträge namhafter Wissenschaftler als auch durch die bisher regelmäßig veröffentlichte Bach-Bibliographie den aktuellen Stand der wissenschaftlichen Forschung um den Komponisten Johann Sebastian Bach und seine Familie wieder. Es stellt zudem das älteste regelmäßig erscheinende Druckwerk dar, das sich einem einzelnen Musiker widmet.
Herausgeber der ersten Ausgaben (1904–1939) des Almanachs war der Musikwissenschaftler Arnold Schering, jener der aktuellen Ausgaben ist der Musikwissenschaftler und Bachforscher Peter Wollny. Anfang 2023 erschien das Jahrbuch für das Jahr 2022 im 108. Jahrgang. Zu speziellen Schwerpunktthemen sind Sondereditionen erschienen.

## Herausgeber
- Arnold Schering, 1904–1939.
- Max Schneider, 1940–1952.
- Alfred Dürr und Werner Neumann, 1953–1974.
- Hans-Joachim Schulze und Christoph Wolff, 1975–2005.
- Peter Wollny, seit 2005.